# 斉藤由貴 ネコの手も借りたい
『斉藤由貴 ネコの手も借りたい』（さいとうゆき ねこのてもかりたい）は、1986年4月19日から1995年4月9日までニッポン放送などにて放送されていたラジオ番組。
1985年10月から6か月間放送されていた前身的番組『斉藤由貴 みえますか? 青春・輝き色』から引き続いてこの番組がスタートした。
一週間の出来事を振り返りながらの“日記風”トークとリスナーからのお便りなどで構成する番組だった。

## 放送時間
ニッポン放送での放送時間
- 毎週土曜日 17:10〜17:50（1986年10月〜1987年3月の間のナイターオフ期間中）
- 毎週土曜日 17:10〜18:00（1987年10月〜1988年3月の間のナイターオフ期間中）
- 毎週土曜日 17:10〜17:49（1988年10月〜1993年3月の間のナイターオフ期間中）
- 毎週土曜日 17:00〜17:40（1986年4月〜1992年9月の間のナイター期間中）
- 毎週日曜日 16:10〜16:40（1993年4月〜1993年9月）
- 毎週日曜日 16:30〜17:00（1993年10月〜1994年3月）
- 毎週日曜日 16:15〜16:45（1994年4月〜1994年9月/畑中秀哉のサンデーイブニングライン枠に内包）
- 毎週日曜日 17:00〜17:30（1994年10月〜1995年3月）

## パーソナリティ
- 斉藤由貴

## スタッフ
- 上柳昌彦 - 初期の頃にアシスタントディレクター兼ナレーターとして参加していた[1]。この番組を請け負って以降「サトイモ」といじられている。
- 藤井青銅 - 放送作家

## 主なコーナー
- フリートーク（番組前半は斉藤由貴の近況を語るコーナー）
- 旅のフォトグラフ （リスナーの旅の思い出を紹介するコーナー）
- あの旅・あの街・この土産 （同上）
- 旅のベスト3（2カ月ごとにテーマを決めてリスナーおすすめのスポットをヒットチャート形式で紹介するコーナー）
- お土産・天国と地獄（リスナーの貰って嬉しかった土産と嬉しく無かった土産を紹介するコーナー）
- ヤンママが知りたい！（ドラマ福井さんちの遺産相続と連動してリスナーのヤンキーママを紹介するコーナー）
- 由貴、この空に羽ばたく前に（ミニドラマ）
- あなたならどうする？（ゲストが来た時に状況判断のテストを出題してお互いの考えている事を同時に言って楽しむコーナー）
- 斉藤由貴・平成悩みの相談室（リスナーからの恋愛や家族関係などについての電話相談に斉藤由貴が答えるコーナー）
- 由貴、日本食べ歩き（全国各地にある提供の東急インチェーンに宿泊しながらご当地の料理を食べ尽くすコーナー）
- 由貴大明神 （受験シーズン恒例の受験生応援企画）
- ten years memory （最終回までの一ヶ月間リスナーから送られてきた番組に関するエピソードのお便りと共に番組を振り返るコーナー）
- エンディングポエム

## その他
- 番組本『ネコの手も借りたい』がニッポン放送出版から発売され、「エンディングポエム」などが収録されている。
- 番組テーマ曲：
  - OP：「Linus And Lucy」
  - ED：「Beach Trails」

共にデイヴィッド・ベノワのアルバム「This side up」（天地無用）より。「Linus And Lucy」はピーナッツ放送50年記念アルバム「ヒアズ・トゥ・ユー・チャーリー・ブラウン＆スヌーピー 〜50グレイト・イヤーズ！」にも収録されている。
- スポンサーは東急グループ（日曜に移動してスポンサーが付かなくなるまで一社提供）。オープニングは（日本エアシステム・東急観光・東急建設・東急ホテルチェーン）エンディングでは（東急リクリエーション・TMD・東急フーズ・東急ストア・東急インチェーン）と、グループ会社が紹介された後、「以上、21世紀へ豊かさを作る東急グループの提供でお送りします（しました）」とアナウンスされていた。
- 番組中にハガキが読まれるとネコの手特製の缶バッジもしくはアドレス帳が貰えた。
- 一時期、オープニングにおいてジャドーズとミニドラマ（コント）も行っていたことがある。
- 「由貴、この空に羽ばたく前に」のミニドラマにて使用された歌は1988年12月までは洋楽と邦楽（サザンや松任谷由実など）を交互に使用。そして1989年1月からは洋楽に絞られる。
- 番組のエンディング部にはプレゼントコーナーがあり毎週出される凝ったキーワード名をハガキに書いて応募すると抽選で斉藤由貴にまつわるノベルティグッズが当たるものだった。
- 放送日が土曜日の夕方の時にはエンディングポエムが紹介される前に「一週間の最後の日にこの放送を聴いて下さってありがとうございました。」と伝えていたが、日曜日に時間が変更されてからは「今日もこの放送を聴いて下さってありがとうございました。」とネット局と同様のバージョンになった。
- 1987年のナイターオフシーズンのみ50分間の番組だった。50分番組と40分番組の大きな違いは、番組前半のフリートークの部分を延長して2パートに分けた事。CMの種類は増えずに回数を増やした事。OP/ED共に提供読みの冒頭に「東急車輛製造」のアナウンスを付け加えた事（CMは放送されず）。そして番組終了後20秒CMが一本流れた後17:57に交通情報（提供：リクルート）が挿入された事である。
- 1988年4月1日放送分から40分番組に戻される。
- 1988年5月22日放送分は当時撮影中だった映画「優駿」のロケ地北海道内からの出張収録放送。撮影終了後の移動中の車内にて馬のお産シーンに初めて参加して感動した話をした後、宿泊した旭川市内のホテルにて「旅のフォトグラフ」と「由貴。この空に羽ばたく前に」の収録したものが放送された。
- 1988年9月15日放送分はエンディング前のCM及びトーク部分を取り止めて提供の東急グループより「88 東急ジョイントフェア 」のイベント告知CM(60秒)を特別に放送。そして「東急ジョイントフェア・パスポート」と称するイベント用のスタンプ台帳を抽選でプレゼントされる告知も合わせてされた。（イベント紹介はこの年のみ実施）
- 1988年9月22日放送分では通常とは異なる「斉藤由貴ソングブック」と題し全編にわたり斉藤由貴の歌と曲のエピソードが紹介された。（CMも通常より間引きの状態にて放送した。）
- 1988年10月29日放送分のエンディング時に番組テーマ曲「Beach Trails」が最後まで流れた事がある。
- 1988年12月17日放送分では通常放送しながら番組内の選曲はすべて斉藤由貴の曲だった。主にCDアルバム「TO YOU」から選ばれフリートーク後に「Why」、旅のフォトグラフの後に「Ave Maria」、由貴、この空に羽ばたく前に（ミニドラマ：内容はもみの木ツリーが無くてもギフト店は繁盛すると少女と店主の物語）では「Chistmas Night」がかかった。そしてエンディング時には「今年もこの放送を聴いて下さってありがとうございました。」と伝える。（ただし次の年以降このフレーズは使われ無くなった。）
- 1989年頃までのナイター開催時に前番組の野球デーゲームが約10分程度押してしまった場合のみ20分間の短縮バージョンの番組が存在した。
- 1989年7月8日放送分は「Mr・マリック」がゲストだったが上記の様にデーゲーム中継が押してしまったため20分間の短縮放送だった。（番組冒頭に斉藤由貴の声でお詫びが入った。）
- 1989年7月22日放送分はゲストに井上陽水を迎える。
- 1989年7月29日放送分は「旅のフォトグラフ」の拡大版と称してドラマの撮影地で訪れていた沖縄からの収録だった。
- 1989年9月23日放送分はゲストに大江千里を迎える。
- 1989年10月7日放送分はフリートークの時間に「斉藤由貴ネコの手も借りたい」の本を特集で紹介した。
- 1989年10月21日放送分はゲストに山下達郎を迎える。
- 1990年1月13日放送分ではコンサートツアーで訪れた兵庫県神戸市からの収録。宿泊したホテルの地下にあるステーキハウスで番組が用意した神戸牛ステーキのフルセットを食事するシーンが紹介される。途中、別収録で昼間にレストラン「神戸大使館」で昼食を取りながら元町にある鉄道の高架下の店で欲しかった皮製品を買った話をする場面も紹介された。
- 1990年1月20日放送分の「由貴、この空に羽ばたく前に」（ミニドラマ）終わり部分にて紹介される物語は毎回すべて番組で作ったオリジナル作品であると明かす。
- 1990年2月17日放送分にて「斉藤由貴ネコの手も借りたいコンサート」と題し当時行われていたコンサートツアーの模様を録音編集された内容が放送される。
- 1990年3月3日放送分はゲストに谷山浩子を迎える。
- 1990年4月14日放送分はゲストに相原勇を迎える。
- 1990年4月21日放送分はゲストにゴーバンズを迎える。
- 1990年6月16日放送分は全編にわたり静岡県河津町にある今井浜東急リゾートからの収録。番組では施設内の温泉に入るシーンから始まり、ステーキハウスでの食事、最後は近くの砂浜に行き乗馬体験をする内容だった。
- 1990年6月23日放送分はゲストに岡村孝子を迎える。「由貴、この空に羽ばたく前に」のミニドラマも二人で共演した[2]。
- 1990年12月15日放送分では「由貴。日本味めぐり」と題し京都市内からの収録。有名店にて湯豆腐懐石を堪能する内容だった。
- 1990年12月22日放送分はゲストにプリンセスプリンセスの奥居香を迎える。
- 1991年1月19日放送分では「由貴。日本味めぐり」と題し北海道小樽市からの収録。小樽市内の観光スポットを巡りながら高級寿司店にて寿司を味わう。
- 1991年5月5日放送分はゲストに久保田利伸を迎える。
- 1991年6月15日放送分では「由貴。日本味めぐり」と題し長崎県長崎市からの収録。長崎市内を観光しながら郷土料理店を訪れて「しっぽく料理」を味わう内容だった。
- 1991年8月31日放送分では「由貴。日本味めぐり」と題し「駅弁・峠の釜めし」で有名な「おぎのや」からの収録。出来立ての釜飯を味わう。
- 1991年10月19日放送分では「由貴。日本味めぐり」と題し愛媛県松山市からの収録。坊ちゃん電車にて道後温泉に着く所から始まり、温泉の大浴場での入浴シーン、瀬戸内の魚を提供する店にて料理を堪能。「松山東急イン」にて一泊するといった内容だった。
- 1991年11月から12月にかけてCDアルバム：LOVE（ラヴ）に収録されている曲を毎週一曲ずつ紹介していった。
- 1991年のナイターオフシーズンには斉藤由貴の曲「いつか」がニッポン放送の交通情報テーマソングに選ばれる。番組の前後に流れる交通情報でもカラオケではあるが流れた。
- 1991年12月21日放送分はゲストに永井真理子を迎える。
- 1992年2月22日放送分はゲストに唐沢寿明を迎える。
- 1992年6月20日放送分はゲストに藤井フミヤを迎える。
- 1992年8月22日放送分はゲストに緒形拳を迎える。
- 1992年8月29日放送分はゲストに池谷幸雄を迎える。横浜中華街の広東料理店にて食事をしながらの収録だった。番組の後半では近くの山下町公園に行き夕涼みのトークを広げた。
- 1992年12月19日放送分はゲストにカールスモーキー石井を迎える。
- 日曜日に放送が移動してからは番組の終わりに交通情報（提供：産経ハウジングセンター）が挿入された。このため実際の放送時間は1〜2分減る。
- ニッポン放送（キー局）での放送が休止の場合でもネット局では通常放送されていて、代わりに全編〜由貴。この空に羽ばたく前に。〜のミニドラマの特集や斉藤由貴のCDアルバムの特集がクッション放送される。この放送の場合プレゼントコーナーではたいてい「ニッポン放送の局ステッカー」や「番組の缶バッジ」など低予算の物がよくプレゼントされた。
- 1993年5月22日放送分では第39回明治大学マンドリンクラブコンサートに斉藤由貴がゲスト出演した時の様子が編集した収録内容にて放送された。
- 1993年9月18日放送のお土産天国と地獄コーナーでは小学2年の学くんから送られてきた物（親戚がイギリス旅行に行ってきた時に貰ったとても臭い香水（地獄のお土産））を番組内で嗅いだ途端信じられない臭い（トイレの臭い）と絶句しまくる。
- 1993年10月24日放送分は当時撮影中のドラマ「同窓会」のロケ地・静岡県土肥町（現在は伊豆市）からの収録。共演した高嶋政宏と共に旅館の温泉に入り入浴リポートをしたのち近くのステーキ店にて海鮮ステーキ料理を味わう内容だった。
- 1994年2月28日放送分では当時出演していた「火曜サスペンス劇場」撮影地の石川県金沢市からの収録。OPは久しぶりに「白い炎」がフルコーラスで流れる。まず浅野川にて冬の水にさわりあまりの冷たさにびっくりした後、郷土料理店にて料理を味わう。「金沢東急イン」に戻り部屋にて撮影秘話などを紹介する内容だった。
- 1994年3月27日放送分（ゲスト・別所哲也）をもって東急グループの提供枠は終了する。次の1994年4月4日放送分からはスポンサー無しにて放送。
- 1994年6月19日放送分はゲストに布施博を迎える。この回をもってゲストを呼ぶ事は無くなった。
- 1994年10月13日放送分からはIBC岩手放送とラジオ沖縄でもネットが開始。岩手と沖縄には斉藤由貴の知り合いが在住しているのでとても親近感があり嬉しいと放送中に語った。
- 1994年10月20日放送分は全編にわたり「CDアルバム・Moi（モア）」を1994年11月の発売に先駆けて紹介した。
- 晩年の放送では特に関西在住のリスナーからのハガキが多く採用された。
- 1995年3月12日放送分の番組中にて約10年間続いた同番組が終了する事が伝えられる。
- 1995年4月2日放送分をもって「由貴、この空に羽ばたく前に」（ミニドラマ）が終了する。内容は少女の人生をいつも近くに流れている川（母親のたとえ）が見守る物語だった。
- 1995年4月9日放送分（最終回）では前番組「由貴とキッチュの世にもふかしぎ」と初期の頃の「ネコの手も借りたい」が録音された番組のテープの一部が紹介される。後半は主にハガキが読まれて最後にCDアルバム「MOON」より「ENDING〜Hello Dolly〜」がフルコーラスで流れた。（曲の最後にリスナーに向けて感謝の言葉が述べられる。）

## ネット局
各ネット局は全て30分番組で放送されていた。
（「→」は、放送曜日・時間帯変更無し、網掛け枠は放送無し）
| 局名         | 1986年10月 -      | 1987年4月 -       | 1987年10月 -      | 1988年4月 -       | 1988年10月 -      | 1989年4月 -       |
| ------------ | ----------------- | ----------------- | ----------------- | ----------------- | ----------------- | ----------------- |
| 北海道放送   |                   |                   |                   |                   |                   |                   |
| STVラジオ    |                   | 日曜22:00 - 22:30 | →                 |                   |                   |                   |
| 青森放送     | 日曜19:30 - 20:00 |                   |                   |                   |                   |                   |
| 岩手放送     |                   |                   |                   |                   |                   |                   |
| 山形放送     |                   |                   |                   |                   |                   |                   |
| ラジオ福島   | 日曜18:30 - 19:00 | 日曜15:30 - 16:00 |                   |                   |                   |                   |
| 山梨放送     |                   |                   | 日曜17:30 - 18:00 | 日曜22:30 - 23:00 | →                 | →                 |
| 信越放送     | 土曜23:30 - 24:00 |                   |                   |                   |                   |                   |
| 北日本放送   |                   |                   | 土曜24:30 - 25:00 | →                 | →                 | →                 |
| 北陸放送     |                   |                   |                   |                   |                   |                   |
| 福井放送     |                   |                   | 土曜20:30 - 21:00 |                   |                   |                   |
| 静岡放送     |                   |                   |                   |                   |                   |                   |
| 岐阜放送     | 土曜11:20 - 11:50 | →                 | →                 |                   | 土曜18:30 - 19:00 |                   |
| KBS京都      |                   |                   |                   |                   |                   |                   |
| ラジオ関西   |                   | 土曜23:00 - 23:30 | 土曜19:00 - 19:30 | 火曜22:30 - 23:00 | →                 | →                 |
| 中国放送     | 土曜19:30 - 20:00 |                   |                   |                   |                   |                   |
| 山口放送     | 日曜21:00 - 21:30 |                   |                   |                   |                   |                   |
| 西日本放送   |                   |                   | 土曜18:30 - 19:00 |                   |                   |                   |
| 南海放送     | 土曜22:00 - 22:30 | →                 |                   |                   |                   |                   |
| 高知放送     |                   | 日曜11:30 - 12:00 | →                 |                   |                   |                   |
| 九州朝日放送 | 日曜17:00 - 17:30 |                   |                   |                   |                   |                   |
| 大分放送     |                   |                   |                   |                   |                   |                   |
| 長崎放送     |                   |                   |                   |                   |                   |                   |
| ラジオ沖縄   |                   |                   |                   |                   |                   |                   |
|              |                   |                   |                   |                   |                   |                   |
| 局名         | 1989年10月 -      | 1990年4月 -       | 1990年10月 -      | 1991年4月 -       | 1991年10月 -      | 1992年4月 -       |
| 北海道放送   |                   |                   | 土曜16:20 - 16:50 |                   |                   |                   |
| STVラジオ    |                   |                   |                   |                   |                   |                   |
| 青森放送     |                   |                   |                   |                   |                   |                   |
| 岩手放送     |                   |                   |                   |                   |                   |                   |
| 山形放送     |                   |                   | 土曜17:10 - 17:40 | →                 | 日曜13:00 - 13:30 | 日曜14:00 - 14:30 |
| ラジオ福島   |                   |                   |                   |                   |                   |                   |
| 山梨放送     |                   |                   | 日曜24:30 - 25:00 | →                 | 日曜23:30 - 24:00 | →                 |
| 信越放送     |                   |                   |                   |                   |                   |                   |
| 北日本放送   | 土曜24:30 - 25:00 | →                 |                   |                   |                   |                   |
| 北陸放送     |                   |                   |                   |                   | 火曜21:20 - 21:50 |                   |
| 福井放送     |                   |                   |                   |                   | 金曜22:00 - 22:30 |                   |
| 静岡放送     |                   |                   |                   |                   |                   |                   |
| 岐阜放送     | 土曜18:30 - 19:00 | 火曜24:00 - 24:30 | →                 | →                 | →                 | →                 |
| KBS京都      |                   |                   |                   |                   | 日曜24:30 - 25:00 | →                 |
| ラジオ関西   | 日曜18:30 - 19:00 | 月曜18:30 - 19:00 | 日曜19:30 - 20:00 | 月曜18:00 - 18:30 |                   |                   |
| 中国放送     |                   |                   |                   |                   |                   |                   |
| 山口放送     |                   |                   |                   |                   |                   |                   |
| 西日本放送   |                   |                   |                   |                   | 金曜21:00 - 21:30 |                   |
| 南海放送     |                   |                   |                   |                   |                   |                   |
| 高知放送     |                   |                   |                   |                   |                   |                   |
| 九州朝日放送 |                   |                   |                   |                   |                   |                   |
| 大分放送     |                   |                   | 土曜18:30 - 19:00 |                   | 土曜18:05 - 18:35 |                   |
| 長崎放送     |                   |                   | 土曜18:30 - 19:00 |                   |                   |                   |
| ラジオ沖縄   |                   |                   |                   |                   |                   |                   |
|              |                   |                   |                   |                   |                   |                   |
| 局名         | 1992年10月 -      | 1993年4月 -       | 1993年10月 -      | 1994年4月 -       | 1994年10月 -      |                   |
| 北海道放送   |                   |                   |                   |                   |                   |                   |
| STVラジオ    |                   |                   |                   |                   |                   |                   |
| 青森放送     |                   | 日曜17:30 - 18:00 | →                 |                   |                   |                   |
| 岩手放送     |                   |                   | 日曜18:30 - 19:00 |                   |                   |                   |
| 山形放送     | 土曜17:10 - 17:40 |                   |                   |                   |                   |                   |
| ラジオ福島   |                   |                   |                   |                   |                   |                   |
| 山梨放送     | 日曜23:30 - 24:00 |                   |                   |                   |                   |                   |
| 信越放送     |                   |                   |                   |                   |                   |                   |
| 北日本放送   |                   |                   |                   |                   |                   |                   |
| 北陸放送     | 火曜21:20 - 21:50 |                   |                   |                   |                   |                   |
| 福井放送     |                   |                   |                   |                   |                   |                   |
| 静岡放送     |                   |                   | 土曜18:30 - 19:00 |                   |                   |                   |
| 岐阜放送     | 火曜24:00 - 24:30 | →                 | →                 | →                 | →                 |                   |
| KBS京都      | 日曜24:30 - 25:00 | →                 | →                 | →                 | →                 |                   |
| ラジオ関西   |                   |                   |                   |                   |                   |                   |
| 中国放送     |                   |                   |                   |                   |                   |                   |
| 山口放送     |                   |                   |                   |                   |                   |                   |
| 西日本放送   |                   |                   |                   |                   |                   |                   |
| 南海放送     |                   |                   | 日曜13:00 - 13:30 |                   |                   |                   |
| 高知放送     |                   |                   |                   |                   |                   |                   |
| 九州朝日放送 |                   |                   |                   |                   |                   |                   |
| 大分放送     | 土曜18:00 - 18:30 |                   |                   |                   |                   |                   |
| 長崎放送     |                   |                   |                   |                   |                   |                   |
| ラジオ沖縄   |                   |                   |                   |                   | 日曜9:00 - 9:30   |                   |